# Sennan (Suède)
Pour l’article homonyme, voir Sennan.
Sennan (Suède) est une localité de Suède située dans la commune de Halmstad du comté de Halland. Elle couvre une superficie de 0,73 km2. En 2010, elle compte 399 habitants.